# قنات سير (مشيز بردسير)
قنات سير (بالفارسية: قنات سیر) هي قرية تقع في إيران في البلدة المركزية. يقدر عدد سكانها بـ 456 نسمة بحسب إحصاء 2016.